# Reclassering in Nederland
In Nederland wordt de reclassering van volwassenen uitgevoerd door Reclassering Nederland (RN), de Stichting Verslavingsreclassering GGZ (SVG) en Leger des Heils Jeugdzorg & Reclassering, onderdeel van het Leger des Heils. De jeugdreclassering wordt uitgevoerd door de Bureaus Jeugdzorg. Deze zelfstandige organisaties worden bijna volledig gefinancierd door het ministerie van Justitie.

## Taken
De reclassering richt zich op verdachten en/of daders van een delict. Reclasseringswerk is geen hulpverlening maar ook geen politiewerk. Iemand wordt gedwongen zich te melden bij de reclassering en zich te houden aan de afspraken, aanwijzingen en bijzondere voorwaarden die aan het reclasseringscontact zijn verbonden. Reclasseringsbemoeienis is dus niet vrijblijvend, maar wordt afgedwongen door de overheid. Als iemand niet meewerkt, kan alsnog detentie volgen.
De reclassering in Nederland heeft drie hoofdtaken: 
- toezien op de uitvoering van werkstraffen
- diagnose en advies aan rechters en officieren van justitie
- toezicht op daders en verdachten

### Werkstraffen
De taakstraf is een werkstraf, eventueel aangevuld met gedragstrainingen. In 2009 is er door Reclassering Nederland op de uitvoering van 33.000 werkstraffen toegezien. De Stichting Verslavingsreclassering GGZ (SVG) heeft in 2009 zo'n 7.000 werkgestraften te werk gesteld en Leger des Heils Jeugdzorg & Reclassering, onderdeel van het Leger des Heils zo'n 600.
De Leidsche criminoloog Paul Nieuwbeerta onderzocht samen met onder meer het Studiecentrum Criminaliteit en Rechtshandhaving (NSCR) ruim zevenduizend daders van achttien tot vijftig jaar die in 1997 een werkstraf kregen opgelegd. De groep is over een periode van acht jaar vergeleken met 3.500 daders die door de rechter tot een gevangenisstraf van maximaal zes maanden werden veroordeeld. Uit het onderzoek van Nieuwbeerta bleek dat werkgestraften 47% minder vaak recidiveren dan gevangenisgestraften. Echter, in 2013 publiceerden Groenendijk en Van Delft een artikel in het Tijdschrift voor Criminologie waarin zij kanttekening plaatsten bij de gebruikte statistische methoden.

### Diagnose en advies
De werkzaamheden van de reclassering kunnen al beginnen vlak nadat een verdachte is aangehouden. De reclasseringswerker brengt dan een bezoek, een zogenaamd 'vroeghulpbezoek', aan de verdachte die vastzit op het politiebureau. Er wordt een inschatting gemaakt van de mogelijkheden van reclasseringsbemoeienis. Doorgaans start het reclasseringcontact een fase later, wanneer de reclassering gevraagd wordt om een rapport over een verdachte op te stellen ten behoeve van de zitting. De reclassering stelt dan een diagnose over de verdachte/dader, met daarin een analyse van de oorzaken van het criminele gedrag en brengt over de aanpak daarvan advies uit aan rechters, officieren van justitie. Bij het maken van het adviesrapport gebruikt de reclasseringswerker diagnostische instrumenten zoals de QuickScan of de RISc (Recidive Inschattingsschalen). Centraal bij het opstellen van het adviesrapport staan het risico op recidive, de kans op schade/letsel voor de samenleving en het delict.  De officier van justitie (het openbaar ministerie) of de rechter bepaalt of er een rapport wordt aangevraagd bij de reclassering. Bij lang niet alle strafzaken wordt een reclasseringsadvies aangevraagd.

### Reclasseringstoezicht
Een andere belangrijke hoofdtaak van de reclassering is toezicht houden op daders, bijvoorbeeld bij voorwaardelijke vrijlating van een veroordeelde dader. Ook kan een verdachte vooruitlopend op een veroordeling onder toezicht van de reclassering gesteld worden.  Dat doet de reclassering vanuit een juridisch kader. Iemand wordt veroordeeld tot reclasseringstoezicht door de rechter en mag - onder de voorwaarde zich te houden aan de aanwijzingen van de reclassering - aan de samenleving blijven deelnemen. Naast de voorwaarde dat de delictpleger zich moet houden aan de aanwijzingen van de reclassering, kan de rechter aanvullende bijzondere voorwaarden opnemen in het vonnis die controlerend (gebiedsverbod, verbod op middelen) en/of gedragsbeïnvloedend (behandeling, gedragstraining) van aard zijn. Als iemand voorwaardelijk wordt veroordeeld met reclasseringtoezicht, staat de onder toezicht gestelde minimaal twee jaar onder toezicht met een verlengingsmogelijkheid naar drie jaar. Of het toezicht wordt verlengd, bepaalt de rechter. Alleen bij zeer ernstige schending van de persoonlijke integriteit kan een rechter maximaal 10 jaar toezicht opleggen. Al naargelang het risico op recidive en/of de kans op schade/letsel wordt een onder toezicht gestelde door de reclasseringswerker ingedeeld in een toezichtsniveau. Bij een laag risico past bijvoorbeeld een lagere contactfrequentie en minder intensieve begeleiding en controle, bij een hoog risico op recidive past een hoge contactfrequentie en intensieve begeleiding en controle.
Als een dader onder toezicht komt te staan en de aanwijzingen van de reclasseringswerker of zelfs de bijzondere voorwaarden - die bij vonnis zijn opgelegd - niet nakomt, volgt daarop overleg met de opdrachtgever van de reclassering, het Openbaar Ministerie. Het is aan het Openbaar Ministerie, dat zich laat adviseren door de reclassering, om te bepalen of het toezicht alsnog wordt voortgezet of dat de onder toezicht gestelde opnieuw moet voorkomen bij de rechter. Regelmatig resulteert dit in detentie voor de onder toezicht gestelde; het voorwaardelijke deel van de straf wordt dan omgezet in een onvoorwaardelijk deel.

### Nazorg aan (ex-)gedetineerden
Nazorg aan (ex-)gedetineerden is sinds 2004 een verantwoordelijkheid van gemeenten. Voor die tijd was de reclassering verantwoordelijk voor de nazorg aan (ex-)gedetineerden. Toenmalig minister Donner van Justitie stelde dat, als iemand eenmaal zijn gevangenisstraf had uitgezeten, hij/zij een vrij burger is die - zoals alle andere inwoners die niet met Justitie in aanraking zijn gekomen - onder de zorg valt van de gemeente. De medewerker van het gemeentelijk Coördinatiepunt Nazorg beoordeelt in hoeverre iemand in aanmerking komt voor nazorg. Lang niet iedere (ex-)gedetineerde krijgt nazorg.
De nazorg is gericht op het voorkomen van recidive door controle en begeleiding van de (ex-)gedetineerde. Gemeenten kunnen ervoor kiezen om de reclassering in te schakelen hen te ondersteunen bij de terugkeer van (ex-)gedetineerden in hun stad of dorp. Dat kan door diagnose/advies, toezicht in bestuurlijk kader (er hangt de (ex-)gedetineerde immers geen gevangenisstraf meer boven het hoofd), gedragstrainingen, ondersteunen bij het vinden van woonruimte en/of een zinvolle dagbesteding.

### Gedragstrainingen door de reclassering
Gedragstrainingen die de reclassering zelf verzorgt, zijn wetenschappelijk erkende trainingen die opgelegd worden om het gedrag van een delictpleger te beïnvloeden. Voordat een gedragstraining aangeboden kan worden door de reclassering worden ze getoetst door de deelcommissie 'Justitiële Interventies'. Erkende gedragstrainingen zijn:
- Training cognitieve vaardigheden (CoVa)
- Training cognitieve vaardigheden voor minder begaafden of personen met leerachterstand (CoVa+)
- Training agressiebeheersing partnergeweld (BORG)
- Training Werken aan Werk
- Training Leefstijl 24/7
- Training Alcohol & Geweld
- Training Caring Dads
- Training Agressie beheersing ART-Wiltshire

## Geschiedenis in Nederland

### 19e eeuw
In 1823 werd het Nederlandsch Genootschap tot Zedelijke Verbetering der Gevangenen opgericht. Het genootschap was een particulier initiatief, zonder enige bemoeienis van de overheid. De leden van het genootschap (allemaal vrijwilligers) waren het niet eens met de manier waarop straf in Nederland gestalte kreeg. Gevangenisstraf was in die tijd puur gericht op vergelding, gevangenen leerden niets tijdens hun gevangenschap. Justitie hoopte dat de gevangenen door opsluiting tot zelfinzicht zouden komen en hun leven zouden beteren. Helaas gebeurde dat zelden en vervielen de meeste ex-gevangenen – eenmaal weer vrij – in hun oude gedrag. Het genootschap wilde gevangenen ander gedrag en vooral meer vaardigheden aanleren, waardoor ze zich na hun vrijlating beter staande konden houden in de maatschappij. Dat deed het genootschap vooral met onderwijs. Tot ca. 1900 bemoeide de overheid zich vrijwel niet met de hulpverlening, die hulpverlening viel onder liefdadigheid.

### Begin 20e eeuw
In de loop van de 19e eeuw groeide binnen de overheid het besef dat alleen opsluiten weinig zin had. Het belang van onderwijs en het aanleren van ander gedrag werd onderkend. Bovendien ging men meer en meer beseffen dat criminaliteit samenhangt met de sociale omstandigheden waaronder sommige mensen leefden, hierdoor nam ook de aandacht voor preventie toe. In 1910 werd de eerste Reclasseringsregeling van kracht, met die regeling deed de voorwaardelijke gevangenisstraf z’n intrede net als de voorwaardelijke invrijheidstelling. Tijdens zo’n voorwaardelijke periode kon de reclassering preventief werk verrichten om te voorkomen dat de veroordeelde in zijn oude gedrag verviel. Daarmee kreeg de reclassering – die term werd inmiddels gebruikt - een duidelijke taak in de vorm van begeleiding van en toezicht op (ex-)gedetineerden. In die tijd ontstond ook een nieuwe taak voor de reclassering: rapporteren aan justitie. In 1912 startte het Leger des Heils op verzoek van de overheid met de uitvoering van reclasseringswerk.

### Tweede Wereldoorlog
Na de Tweede Wereldoorlog werd het gevangenissysteem humaner. Dat kwam onder andere doordat veel 'nette' Nederlanders in de oorlog kennis hadden gemaakt met de gevangenis. In 1945 startte de Nederlandse Vereniging van Ex-Politieke Gevangenen een actie gericht op reorganisatie van het gevangeniswezen. Afzondering alleen kan een misdadiger niet verbeteren, vond men. De term 'resocialisatie' deed zijn intrede: gevangenen moet je leren zich te verbeteren, een mening die de reclassering al langer had en nu breder gedragen werd. Ook ging men nadenken over hoe de gevangenen na hun straf in de maatschappij kunnen terugkeren. Daarmee kreeg de reclassering een betere positie in Nederland. Na de Tweede Wereldoorlog werd de reclassering snel professioneler. Er kwamen betaalde krachten in dienst en de reclassering kreeg de beschikking over meer (overheids)geld.
Het Genootschap werd in 1946 omgedoopt tot ‘Nederlands Genootschap tot Reclassering’ (NGTR) en heeft bestaan tot 1976, waarna het fuseerde met de Katholieke Reclasseringsvereniging, de Protestants Christelijke Reclasseringsvereniging, de Dr. F.S. Meijers-Vereniging en het Nationaal Bureau voor Reclassering. De nieuwe vereniging ging Algemene Reclasseringsvereniging (ARV) heten.

### Tot de jaren zeventig
In de jaren 60 ontwikkelt de reclassering zich tot een wat ‘softe’ maatschappijkritische organisatie. Alle misdaad ontstaat door sociale misstanden, is in die tijd de communis opinio. Een dader is het slachtoffer van zijn jeugd en/of de maatschappij. Deze gedachte zal de reclassering tot ver in de jaren 70 uit blijven dragen. Over eigen verantwoordelijkheid wordt nauwelijks gesproken. In aanvang kan de reclassering op bijval rekenen, maar aan het einde van de jaren zeventig wordt de reclassering gezien als een weinig effectief 'geitenwollensokkenbolwerk'. De balans tussen straf en bescherming van de maatschappij enerzijds en de rechten van gedetineerden anderzijds is zoek.

### Nieuwe zakelijkheid: jaren tachtig
In de jaren 80 zien we langzaam een kentering optreden. Het is de tijd van de nieuwe zakelijkheid, waaraan ook de reclassering niet ontsnapt. Criminaliteit wordt misschien mede veroorzaakt door slechte sociale omstandigheden, maar plegers van strafbare feiten zijn geen willoze slachtoffers. De eigen verantwoordelijkheid van criminelen wordt als steeds belangrijkere factor gezien. Niet iedereen met een ellendige jeugd ontspoort immers. Door de verantwoordelijkheid meer bij de daders te leggen, kunnen plegers van strafbare feiten zelf iets veranderen aan hun situatie. Niet alleen de manier waarop men naar criminaliteit kijkt wordt zakelijker, ook de organisatie van de reclassering zelf wordt zakelijker.

### Vanaf 1995

#### Reclassering Nederland (RN)
De verzakelijking resulteert in 1995 in de oprichting van de stichting Reclassering Nederland. Reclassering Nederland is met bijna 1.900 medewerkers de grootste van de drie reclasseringsorganisaties van Nederland. Tot de oprichting in 1995 van de nieuwe stichting waren er 19 zelfstandige reclasseringsstichtingen (één per arrondissement) die elk hun eigen beleid voerden. Deze stichtingen werden in 1995 samengevoegd in de landelijke stichting Reclassering Nederland. Reclassering Nederland is één organisatie. Ze is georganiseerd in tien regio's die de justitiële arrondissementen beslaan. Het Landelijk kantoor is in Utrecht gevestigd. Reclassering Nederland is een reclasseringsorganisatie die zich uitsluitend met het reclasseringswerk bezighoudt. De andere reclasseringsorganisaties zijn respectievelijk onderdeel van GGZ Nederland en van het Leger des Heils. Reclassering Nederland richt zich op alle mogelijke dadergroepen en delictachtergronden. De organisatie zegt de veiligheid van de samenleving centraal te stellen in haar werk.

#### Overige reclasseringsinstellingen
- De Stichting Verslavingsreclassering GGZ (SVG) is een netwerkorganisatie bestaande uit een stafbureau en elf verslavingszorginstellingen met een reclasseringserkenning. Deze instellingen begeleiden verslaafden die een strafbaar feit hebben gepleegd of hiervan worden verdacht.
- Leger des Heils Jeugdzorg & Reclassering, onderdeel van het Leger des Heils, richt zich voornamelijk op de begeleiding van 'sociaal zwakkeren'. Onder deze groep vallen bijvoorbeeld dak- en thuislozen, zorgwekkende zorgmijders, veelplegers en mensen met ernstige psychiatrische problematiek. Doordat deze doelgroep vaak moeilijk te bereiken is, hanteren zij een 'outreachende' (bemoeizorg-achtige) werkwijze.
- De Bureaus Jeugdzorg voor de jeugdreclassering.

### Samenwerking
De reclasseringsinstellingen werken samen met het ministerie van Justitie, het openbaar ministerie, de politie, de rechterlijke macht, het Leger des Heils, de GGZ, Tbs-klinieken, de Raad voor de Kinderbescherming, het gevangeniswezen (DJI), bureau HALT (jeugd-taakstraffen) en tal van andere hulpverleningsorganisaties.